# كرايغ سميث (مغن مؤلف)
كرايغ سميث (بالإنجليزية: Craig Vincent Smith)‏ هو مغن مؤلف أمريكي، ولد في 25 أبريل 1945 في لوس أنجلوس في الولايات المتحدة، وتوفي بنفس المكان في 16 مارس 2012.

## وصلات خارجية
- كرايغ سميث على موقع ميوزك برينز (الإنجليزية)
- كرايغ سميث على موقع ميوزك برينز (الإنجليزية)
- كرايغ سميث على موقع أول ميوزيك (الإنجليزية)
- كرايغ سميث على موقع ديسكوغز (الإنجليزية)